# Volovița
Volovița è un comune della Moldavia situato nel distretto di Soroca di 1.891 abitanti al censimento del 2004.

## Località
Il comune è formato dall'insieme delle seguenti località (popolazione 2004):
- Volovița (1.295 abitanti)
- Alexandru cel Bun (596 abitanti)